# 維加·埃根·赫登斯塔德
維加·埃根·赫登斯塔德（挪威語：Vegar Eggen Hedenstad；1991年6月26日—）是一位挪威足球運動員。在場上的位置是後衛和中場。他現在效力於土耳其足球超級聯賽球隊法蒂赫卡拉古拉克體育會 。他也代表挪威國家足球隊參賽。